# Bataille de la Wabash
Ne doit pas être confondu avec la bataille de Tippecanoe, qui est aussi désignée par ce nom dans certains ouvrages.
Guerre indienne du Nord-Ouest
Batailles
- Raid de Logan
- Campagne de Harmar
- Big Bottom
- Dunlap's Station
- Campagne de Blackberry
- Kenapacomaqua
- Wabash
- Fallen Timbers

La bataille de la Wabash, également connue sous le nom de défaite de St. Clair, est un affrontement de la guerre indienne du Nord-Ouest qui opposa le 4 novembre 1791 des troupes de la United States Army à une confédération d'Amérindiens de l'Ohio. Il s'agit d'une large victoire des Amérindiens.
Les Amérindiens étaient menés par Little Turtle de la tribu des Miamis, Blue Jacket de la tribu des Shawnees et Buckongahelas de la tribu des Lenapes, qui a rejoint, avec 480 hommes, les 700 guerriers des deux autres chefs. De leur côté, les troupes américaines comptaient un millier d'hommes menés par le général Arthur St. Clair qui avait fait ses preuves comme commandant pendant la guerre d'indépendance. La confédération amérindienne devait cependant remporter la victoire. La bataille fut la plus importante défaite jamais infligée aux États-Unis par les Amérindiens et, en ce qui concerne le pourcentage de pertes dans les troupes engagées, ce fut la plus terrible défaite de toute l'histoire militaire américaine. En conséquence, le président George Washington contraint St. Clair à quitter son poste, et le Congrès lança pour la première fois une enquête contre le pouvoir exécutif. Sur les mille hommes de St. Clair, seuls 48 revinrent indemnes.

## Contexte
Le traité de Paris, mettant fin à la guerre d'indépendance, reconnaît aux États-Unis la souveraineté de jure sur tous les territoires à l'est du Mississippi et au sud des Grands Lacs. Les tribus amérindiennes du Territoire du Nord-Ouest, cependant, ne sont pas partie prenante du traité, et beaucoup, surtout des chefs comme Little Turtle et Blue Jacket, refusent de reconnaître les revendications américaines au-delà de la rivière Ohio. Au cours de la deuxième moitié des années 1780, des colons blancs dans le Kentucky et des voyageurs au nord de la rivière connaissent environ 1 500 morts du fait d'hostilités continues, qui donnent aussi souvent lieu à des représailles des colons contre les Amérindiens. Du fait de ces conflits permanents, le président Washington et son ministre à la Guerre, Henry Knox, décident d'utiliser l'armée pour pacifier la région. 
Une force de 1 453 hommes (320 soldats de l'armée régulière et 1 133 miliciens commandés par le général de brigade Josiah Harmar) quittent Fort Washington (actuellement Cincinnati) sur l'Ohio le 17 octobre 1790 à 10 heures. Le 22 octobre, près de la ville actuelle de Fort Wayne dans l'Indiana, Harmar engage seulement 400 de ces hommes sous les ordres du colonel John Hardin (en) pour attaquer une force amérindienne de quelque 1 100 guerriers. Quand un messager informe Harmar — qui était ivre, d'après les rumeurs — de la taille de l'armée ennemie, il refuse par peur de venir à l'aide de Hardin. S'il l'avait fait, avec les quelque 800–900 hommes dont il disposait encore, les Amérindiens auraient peut-être été vaincus. Au lieu de cela, Harmar place les troupes qu'il avait gardées dans une formation défensive, et ne bouge pas. Hardin, espérant des renforts, continue le combat pendant plus de trois heures, puis se replie vers le campement principal. Harmar ordonne alors le retrait vers Fort Washington. 
Au moins 129 hommes parmi ceux de Hardin (dont 14 officiers) ont été tués au combat et 94 autres ont été blessés, pour un total de 223 pertes. Les pertes amérindiennes, tués et blessés, sont estimées entre 120 et 150. George Washington ordonne alors à St. Clair, qui était à la fois gouverneur du Territoire du Nord-Ouest et major général dans l'armée, de monter une offensive de plus grande envergure à l'été 1791. Le Congrès accorde des fonds pour l'expédition et autorise la levée d'un nouveau régiment de l'armée régulière — le deuxième à être constitué. St. Clair augmente ses forces avec des miliciens du Kentucky et 5 bataillons de soldats mobilisés depuis 6 mois.

## Campagne

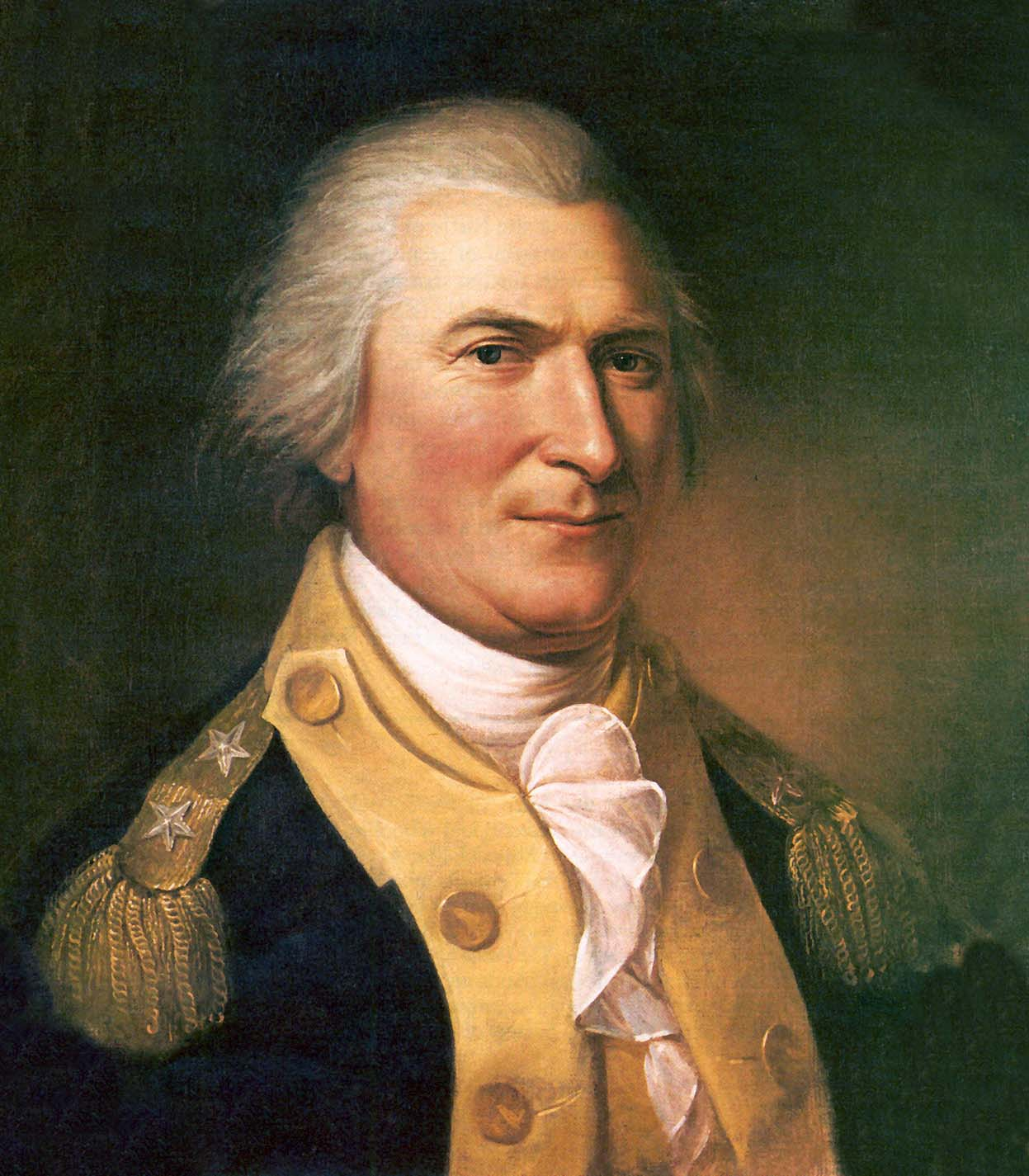
Le major général Arthur St. Clair.

Alors que Washington était inflexible sur le fait que St. Clair devait avancer vers le nord durant l'été, différents problèmes d'intendance ralentissent fortement ses préparatifs à Fort Washington. Les nouvelles recrues sont mal entrainées et indisciplinées, les approvisionnements en nourriture insuffisants, et les chevaux sont peu nombreux et peu efficaces. L'expédition ne peut prendre la route avant octobre 1791. Tout en construisant des points de ravitaillement au fil de son avancée, l'armée a pour objectif la ville de Kekionga, capitale de la tribu des Miamis, près de l'actuel Fort Wayne (Indiana).
Quand l'armée se met en marche, elle comprend environ 1 500 personnes dont quelque 200 – 250 civils (épouses, enfants, blanchisseuses, prostituées). L'avancée est lente et les problèmes de discipline sont récurrents. St. Clair, souffrant de la goutte, peine à maintenir l'ordre, surtout auprès des miliciens et des nouvelles recrues. Des Amérindiens suivent à distance l'armée, et des escarmouches éclatent ponctuellement.
Au soir du 2 novembre, à force de maladies et de désertions, l'armée de St. Clair ne comprend plus que 1 120 personnes environ, civils compris. 52 officiers et 868 soldats et miliciens sont présents à l'appel du 3 novembre. À l'aube du 4 novembre, l'armée est campée près de l'emplacement actuel de Fort Recovery (Ohio). Une force amérindienne d'environ 1 000 guerriers, menée par Michikinikwa, Blue Jacket, et Tecumseh, frappe rapidement et, surprenant les Américains, parvient à les encercler. L'armée américaine s'écroule dans le désordre. Par trois fois, le cheval que monte St. Clair est abattu alors qu'il tentait vainement de rassembler ses troupes, dont beaucoup se cachaient sous les chariots ou derrière des arbres malgré les harangues de leur chef (qui à ce moment passait près d'eux en criant « Mauviettes, poules mouillées, trouillards ») et de celles de femmes qui les suivaient.
Le taux de pertes fut le plus élevé jamais subi par une armée des États-Unis, et le commandant en second de St. Clair fut au nombre des morts. Parmi les 52 officiers engagés, 39 furent tués et 7 blessés, soit 88 % de pertes. Après deux heures de combat, St. Clair commanda la retraite qui tourna à la déroute. « Ce fut, en réalité, une fuite », selon les explications de St. Clair quelques jours plus tard dans une lettre au ministère de la Guerre. Le taux de perte parmi les soldats américains fut de 97,4 % : sur 920 soldats, 632 furent tués et 264 blessés. Les 200 civils suivant l'armée furent presque tous massacrés. Environ un quart de l'ensemble de l'armée américaine existant à l'époque avait été éliminé. Seuls 24 des 920 soldats engagés revinrent sains et saufs. Les pertes amérindiennes sont estimées à 61 dont au moins 21 tués. 
Le nombre de soldats tués est plus du triple des pertes que les Sioux devaient infliger 85 ans plus tard aux troupes de Custer à Little Bighorn. Le lendemain, les restes de l'armée revinrent à l'avant-poste américain le plus proche, fort Jefferson (alors appelé fort Hamilton) puis vers Fort Washington.

## Suites
St. Clair lui-même se rend à Philadelphie (alors capitale provisoire des États-Unis) pour rendre compte. Blâmant l'intendance et le ministère de la Guerre, le général demande lui-même une cour martiale dans l'espoir d'y être disculpé, tout en prévoyant de démissionner de ses fonctions par la suite. Washington, cependant, refuse et exige sa démission immédiate.
La Chambre de représentants, entre-temps, avait déjà commencé sa propre enquête sur le désastre. C'était d'ailleurs la première fois qu'une enquête parlementaire était lancée aux États-Unis, et la première enquête visant l'exécutif, et dans le cadre de cette procédure, la Chambre obtint des documents du secrétariat à la Guerre. Knox sollicite l'intervention de Washington sur le sujet, et en raison des problèmes relatifs à la séparation des pouvoirs, le président convoqua une réunion de tous les chefs des secrétariats (Knox, secrétaire à la Guerre, Thomas Jefferson (le futur président), au Trésor, Edmund Randolph, à la Justice). Cette réunion, la première en son genre, est considérée par certains historiens comme la naissance du cabinet.
Lors de cette réunion et de celles qui suivirent, le président et ses conseillers établissent, en théorie, l'idée que l'exécutif devrait refuser de donner accès à des documents si le bien commun demandait de les garder secrets, et qu'en aucun cas il ne devait se séparer des originaux. Ainsi naît la doctrine du privilège accordé à l'exécutif de rétention de certaines informations, doctrine qui plus tard fut invoquée dans des affaires telles que le procès en haute trahison d'Aaron Burr, le Watergate, l'affaire Iran-Contra, ou le procès en destitution de Bill Clinton. Finalement, cependant, Washington autorise la cession de copies des documents demandés par la commission d'enquête. Le rapport final de la commission appuie largement St. Clair, estimant que Knox et les autres officiels du secrétariat à la guerre avaient été inefficaces dans la levée des troupes, l'équipement et le ravitaillement de l'expédition. Mais ni la commission ni la chambre de représentants ne prennent de mesure au-delà de la publication de ces conclusions, comme le recommandait l'impeachment.
En 1794, une autre armée américaine sous les ordres du major « Mad Anthony » Wayne réussit là où St. Clair avait échoué en battant les Amérindiens du « vieux Nord-Ouest » à la bataille de Fallen Timbers.